# Менделевий
| 101     | Менделевий |
| Md(258) |            |
| 5f137s2 |            |

Менделе́вий (химический символ — Md, от лат. Mendelevium) — химический элемент 3-й группы (по устаревшей классификации — побочной подгруппы третьей группы, IIIB) седьмого периода периодической системы химических элементов Д. И. Менделеева, с атомным номером 101. Относится к семейству актиноидов.

## История
Первые атомы менделевия синтезировали в 1955 году американские учёные А. Гиорсо, Б. Харви, Г. Чоппин, С. Томпсон и Г. Сиборг, которые облучали ядра изотопа эйнштейния 253Es сильно разогнанными ядрами гелия (α-частицами). При этом протекала ядерная реакция 253Es(α, n)256Md. Учёными Объединённого института ядерных исследований в Дубне в 1962 году и позже для химических исследований были получены сотни атомов Md по реакции 238U(22Ne, р3n)256Md. В первых опытах американские ученые располагали всего 17 атомами нового элемента. Тем не менее удалось определить некоторые химические свойства нового элемента и установить его положение в периодической системе.

## Происхождение названия
Назван по предложению американских учёных в честь русского учёного-химика Дмитрия Ивановича Менделеева — создателя периодической системы химических элементов. (БСЭ, 2 изд., т. 48, с. 344, 1957).

## Изотопы
В настоящее время известно 17 изотопов с массовыми числами 244—260, среди которых наиболее долгоживущие: 256Md (электронный захват и α-распад, Т1/2 = 75 мин), 257Md (электронный захват, α-распад и спонтанное деление; Т1/2 = 5 ч), 258Md (α-излучатель, изредка β+ и β−; Т1/2 = 51 день), 259Md (спонтанное деление и α-распад, Т1/2 = 1,6 ч), 260Md (электронный захват, α-распад, β−-распад и спонтанное деление; Т1/2 = 32 дня). Элемент имеет пять метастабильных состояний, из которых наиболее устойчивым является 258mMd (T½ = 57 мин).

## Химические и физические свойства
Полная электронная конфигурация атома менделевия: 1s22s22p63s23p64s23d104p65s24d105p66s24f145d106p65f137s2.
Радиус иона Md+ = 0,117 нм, Md3+ = 0,0934 нм.
Менделевий в настоящее время не может быть получен в макроскопических количествах путем нейтронной бомбардировки более легких элементов. Это третий от конца актиноид и девятый трансурановый элемент. Его можно получить только в ускорителях частиц, бомбардируя более легкие элементы заряженными частицами. Всего известно семнадцать изотопов менделевия, наиболее стабильным из которых является 258Md с периодом полураспада 51 день; тем не менее, чаще всего используется более короткоживущий 256Md (период полураспада 1,17 часа), поскольку его можно производить в более крупных масштабах.
Ещё до открытия менделевия, в 1954 году учёные высказали предположение, что элемент будет по своим химическим свойствам напоминать другие актиноиды и, в частности, наиболее характерной для него степенью окисления будет +3. Позднее, в конце 1950-х — середине 1960-х годов эта догадка была подтверждена экспериментально. Были впервые получены и изучены растворы трёхвалентного менделевия, а также осаждены нерастворимые в воде гидроксид и фторид элемента. В 1967 году при исследовании растворов Md3+ в восстановительной среде было обнаружено, что менделевий достаточно легко превращается в довольно устойчивый ион Md2+. Наконец, в 1970—1980-х годах советскими учёными был проведён ряд экспериментов, доказывающих существование соединений одновалентного менделевия. Попытки окислить Md3+ до Md4+, несмотря на ожидания исследователей, успехом не увенчались.

## Получение
Бомбардировка в циклотроне атомов эйнштейния ионами гелия (альфа-частицами).